# José Manuel Pinto Arias
José Manuel Pinto Arias (Valparaíso, abril de 1818-Santiago, 12 de noviembre de 1873) fue un militar y político chileno que ocupó los cargos de ministro de Estado, diputado y senador de la República.

## Biografía
Fue hijo de Francisco Pinto y de Nieves Arias; en 1840 se casó con María Candelaria Flora Agüero Asenjo y tuvo cuatro hijos: José Manuel, Horacio, Marcial y Guillermo Pinto Agüero.
Ingresó a la Academia Militar en 1832 y se incorporó al Ejército de Chile como subteniente de infantería en 1836. Pasó a servir al Regimiento de Granaderos a caballo. Ascendió a teniente (1837), a ayudante mayor (1843), a capitán ese mismo año, a sargento mayor (1848) y a teniente coronel (1852).
En 1851, hizo la campaña del norte en defensa del gobierno del presidente Manuel Montt. En 1857, fue nombrado gobernador y comandante general de armas del departamento de Victoria y, a fines del mismo año, fue designado intendente de la provincia de Ñuble. Se batió en Maipón contra el ejército revolucionario de 1859. En 1864, fue nombrado intendente y comandante general de armas de la provincia de Arauco.
Ocupó el cargo de ministro de Guerra y Marina (30 de marzo de 1865), retirándose en 1866. Ascendió a general de brigada. En 1869 hizo la campaña de la Araucanía. En 1871 fue promovido a general de división.
Desde 1864, formó parte del Congreso Nacional como diputado por los departamentos de Valdivia y Osorno (1864-1867) y de San Carlos (1867-1870), pero no se incorporó. Integró la Comisión Permanente de Guerra y Marina
En 1873, fue elegido senador suplente de la República (1873-1882). En 1871, fue nombrado consejero de Estado del presidente Federico Errázuriz Zañartu.
En su honor se nombró al pueblo de Pinto.